# 李正秀
李 正秀（イ・ジョンス、Lee Jung-Soo、이정수、1980年1月8日 - ）は、韓国出身の元同国代表サッカー選手。現役時代のポジションはDF（センターバック）。妻は日本でも活動したタレントのハン・テユン。本貫は長水李氏。
なお、日本での登録名は、京都サンガF.C.在籍時は「李正秀」と漢字表記であったが、鹿島アントラーズ在籍時は「イ・ジョンス」とカタカナ表記であった。

## 経歴

### クラブ
慶熙大学校を卒業後、2002年にKリーグの安養LGチーターズでプロデビューを果たす。2004年、仁川ユナイテッドFCへ移籍。2005年には仁川ユナイテッドを取り上げたドキュメンタリー映画「飛翔」にも出演した。
2006年1月、水原三星ブルーウィングスへ移籍。2008年8月2日に行われたJOMO CUPにKリーグ選抜として先発フル出場した。
2009年シーズンからはJリーグ京都サンガF.C.に「アジア枠」の選手として加入。第3節には移籍後初得点をヘディングで決めた。8月8日に行われたJOMO CUP 2009ではJリーグ選抜として2年連続出場し、フル出場でチーム2点目を決めるなどの活躍からMVPに選出された。
2010年シーズンから鹿島アントラーズに加入した。加入後初得点は3月27日のリーグ第4節モンテディオ山形戦で、ヘディングを決めた。
2010年7月、カタールリーグのアル・サッドへ移籍した。
ACL2011の水原三星との準決勝第1戦（アウェー）で、負傷選手の治療のために水原の選手がボールをタッチラインに蹴りだしたのだが、アルサッドは即座にスローインしてプレイを再開。水原の選手があっけにとられる間にゴールを決めた。しかも、このアウェーゴールが決勝点となり、アルサッドはファイナリストの座を得た。ゴール直後、イ・ジョンスはチームメイトに「フェアじゃない。1ゴール譲るべきだ」と訴えたが、受け入れられなかった。すると彼は、解雇覚悟で自ら選手交代を名乗り出た。11月中旬の韓国紙のインタビューでは「選手とは問題がないが、スタッフが話しかけてこなくなった」と告白もしている。また、アウェーでの1発勝負だった全北現代との決勝戦後にも喜びの輪にほとんど加わらなかった。カタール帰国後の優勝パーティーにも「すぐに代表の試合があるから」と参加しなかった。ちなみに決勝のPK戦では、2－2から迎えた自らのキックで、シュートを失敗する一幕もあった。
2016年、水原三星ブルーウィングスに移籍。2017年4月に現役引退した。

### 代表
2008年3月26日、FIFAワールドカップ・南アフリカ大会・アジア3次予選の北朝鮮戦で代表デビューを果たす。
2010 FIFAワールドカップ韓国代表にも選ばれ、6月12日のグループリーグ初戦のギリシャ戦では先制ゴールを記録。決勝トーナメント進出がかかった6月22日のナイジェリア戦では同点ゴールを挙げた。

## エピソード
- 安養LGチーターズでは元日本代表前園真聖とチームメイトだった。
- もともとFWの選手だったが、安養LGの趙広来監督からDFへの転向を進められ、現在にいたる[6]。
- 2010年W杯の活躍もあり、韓国国内での知名度もアップ。大会後には新聞紙上でコメディアンの「李鐘洙」スピードスケートの「李政洙」と3人で「イ・ジョンス3人による鼎談」も企画された[7]。
- ロンドンオリンピック代表メンバーにオーバーエイジとしての加入を打診されたが、アル・サッドがこれを拒否したため実現しなかった[8]。韓国メディアには李が加わっていれば、DF黄錫鎬が外れ、MF金民友が代表メンバー入りしていただろうと報じられた[9]。

## 所属クラブ
- 2002年 - 2004年 安養LGチーターズ / FCソウル
- 2004年 - 2005年 仁川ユナイテッドFC
- 2006年 - 2008年 水原三星ブルーウィングス
- 2009年 京都サンガF.C.
- 2010年 - 同年7月 鹿島アントラーズ
- 2010年7月 - 2016年1月 アル・サッド
- 2016年2月 - 2017年 水原三星ブルーウィングス

## 個人成績
| 国内大会個人成績 | 国内大会個人成績 | 国内大会個人成績 | 国内大会個人成績 | 国内大会個人成績 | 国内大会個人成績 | 国内大会個人成績 | 国内大会個人成績 | 国内大会個人成績 | 国内大会個人成績 | 国内大会個人成績 | 国内大会個人成績 |
| 年度             | クラブ           | 背番号           | リーグ           | リーグ戦         | リーグ戦         | リーグ杯         | リーグ杯         | オープン杯       | オープン杯       | 期間通算         | 期間通算         |
| 年度             | クラブ           | 背番号           | リーグ           | 出場             | 得点             | 出場             | 得点             | 出場             | 得点             | 出場             | 得点             |
| 韓国             | 韓国             | 韓国             | 韓国             | リーグ戦         | リーグ戦         | リーグ杯         | リーグ杯         | FA杯             | FA杯             | 期間通算         | 期間通算         |
| ---------------- | ---------------- | ---------------- | ---------------- | ---------------- | ---------------- | ---------------- | ---------------- | ---------------- | ---------------- | ---------------- | ---------------- |
| 2002             | 安養             | 7                | Kリーグ          | 9                | 1                | 2                | 0                | ?                | ?                | ?                | ?                |
| 2003             | 安養             |                  | Kリーグ          | 18               | 1                | -                | -                | 1                | 0                | 19               | 1                |
| 2004             | ソウル           | 20               | Kリーグ          | 2                | 0                | 0                | 0                | 0                | 0                | 2                | 0                |
| 2004             | 仁川             |                  | Kリーグ          | 11               | 0                | 9                | 0                | 1                | 0                | 21               | 0                |
| 2005             | 仁川             |                  | Kリーグ          | 9                | 1                | 8                | 0                | 0                | 0                | 17               | 1                |
| 2006             | 水原三星         | 4                | Kリーグ          | 23               | 2                | 13               | 0                | 2                | 0                | 38               | 2                |
| 2007             | 水原三星         | 4                | Kリーグ          | 6                | 0                | 4                | 0                | 0                | 0                | 10               | 0                |
| 2008             | 水原三星         | 14               | Kリーグ          | 17               | 1                | 7                | 0                | 1                | 0                | 25               | 1                |
| 日本             | 日本             | 日本             | 日本             | リーグ戦         | リーグ戦         | リーグ杯         | リーグ杯         | 天皇杯           | 天皇杯           | 期間通算         | 期間通算         |
| 2009             | 京都             | 14               | J1               | 32               | 5                | 1                | 0                | 0                | 0                | 33               | 5                |
| 2010             | 鹿島             | 14               | J1               | 10               | 3                | -                | -                | -                | -                | 10               | 3                |
| カタール         | カタール         | カタール         | カタール         | リーグ戦         | リーグ戦         | リーグ杯         | リーグ杯         | オープン杯       | オープン杯       | 期間通算         | 期間通算         |
| 2010-11          | アル・サッド     |                  | QSL              |                  |                  |                  |                  |                  |                  |                  |                  |
| 通算             | 韓国             | 韓国             | Kリーグ          | 95               | 6                | 43               | 0                |                  |                  |                  |                  |
| 通算             | 日本             | 日本             | J1               | 42               | 8                | 1                | 0                | 0                | 0                | 43               | 8                |
| 通算             | カタール         | カタール         | QSL              |                  |                  |                  |                  |                  |                  |                  |                  |
| 総通算           | 総通算           | 総通算           | 総通算           | 137              | 14               | 44               | 0                |                  |                  |                  |                  |

その他の公式戦
- 2010年
  - スーパーカップ 1試合0得点

| 国際大会個人成績 | 国際大会個人成績 | 国際大会個人成績 | 国際大会個人成績 | 国際大会個人成績 |
| 年度             | クラブ           | 背番号           | 出場             | 得点             |
| AFC              | AFC              | AFC              | ACL              | ACL              |
| ---------------- | ---------------- | ---------------- | ---------------- | ---------------- |
| 2010             | 鹿島             | 14               | 5                | 1                |
| 通算             | AFC              | AFC              | 5                | 1                |

## 代表歴

### 出場大会
- 1999年 U-19韓国代表
  - FIFAワールドユース選手権
- 2008年 - 韓国代表
  - 2008年3月26日 - A代表初出場 - 北朝鮮戦（FIFAワールドカップ・南アフリカ大会・アジア3次予選、中国・上海）
  - 2009年9月5日 - A代表初得点 - オーストラリア戦（親善試合、韓国・ソウル）
  - 2010年6月12日 - FIFAワールドカップ初得点　- ギリシャ戦（2010 FIFAワールドカップ、南アフリカ・ポートエリザベス）

### 試合数
- 国際Aマッチ 55試合 5得点（2008年-2013年）[10]

| 韓国代表 | 国際Aマッチ | 国際Aマッチ |
| 年       | 出場        | 得点        |
| -------- | ----------- | ----------- |
| 2008     | 5           | 0           |
| 2009     | 12          | 1           |
| 2010     | 17          | 3           |
| 2011     | 14          | 1           |
| 2012     | 6           | 0           |
| 2013     | 1           | 0           |
| 通算     | 55          | 5           |

## タイトル
クラブ
水原三星ブルーウィングス
- 2008年 Kリーグ 優勝
- 2008年 Kリーグカップ 優勝

鹿島アントラーズ
- 2010年　FUJI XEROX SUPER CUP　優勝

アル・サッド
- AFCチャンピオンズリーグ 2011

個人
- 2009年 JOMO CUP 2009 MVP